# Wappen der Gemeinde Tünsdorf
Das Wappen der Gemeinde Tünsdorf war das offizielle Hoheitszeichen von Tünsdorf von 1961 bis zur Auflösung der Gemeinde am 1. Januar 1974.

## Geschichte
Das Wappen wurde von dem Heimatforscher Kurt Hoppstädter entworfen. Die Zustimmung zur Führung des Wappens erteilte das Saarländische Innenministerium mit Beschluss vom 12. Juli 1961. Gleichzeitig erhielt die Gemeinde das Recht, die Farben Grün-Weiß als Gemeindefarben zu führen. Mit der Eingemeindung von Tünsdorf nach Mettlach zum 1. Januar 1974 verlor das Wappen seine amtliche Gültigkeit.

## Wappenbegründung
Der grüne Dreiberg spricht für die landschaftliche Lage der Gemeinde und die drei Siedlungskerne Ober-, Mittel- und Unter-Tünsdorf, das Vortragskreuz für die Tatsache, dass Tünsdorf einer der ältesten christlichen Orte des sogenannten Saargaues mit seiner St. Martinus-Kirche ist.